# Yunnanilus pulcherrimus
Yunnanilus pulcherrimus är en fiskart som beskrevs av Yang, Chen och Lan 2004. Yunnanilus pulcherrimus ingår i släktet Yunnanilus och familjen grönlingsfiskar. Inga underarter finns listade i Catalogue of Life.